# María Cora Muñoz Raga
María Cora Muñoz Raga, també coneguda com a Cora Raga (Vilamarxant, Camp de Túria, 9 de gener de 1893 - Barcelona, 3 de desembre de 1980) fou una mezzosoprano valenciana.
Nascuda a Vilamarxant (València) el 1893, va morir a Barcelona el 1980. Va estudiar a Milà i va ser una de les mezzosopranos espanyoles més famoses en la dècada dels anys vint i trenta, dotada d'una gran capacitat interpretativa i d'un ampli registre de veu. Va realitzar el seu debut en el teatre Fuencarral de Madrid el 1923 amb l'òpera Aida, i un dels seus majors èxits va ser la interpretació de la Beltrana a la sarsuela Doña Francisquita, d'Amadeu Vives, estrenada al teatre Apolo de Madrid el 17 d'octubre de 1923. També va ser la primera cantant que va interpretar l'himne regional de València.
El 16 de febrer de 1933 va fer el seu debut al Gran Teatre del Liceu de Barcelona com la Beltrana, en la tercera interpretació d'aquella temporada de Doña Francisquita al Liceu. L'obra s'havia representat per primer cop al Liceu el 7 de febrer, amb la participació en aquest paper d'una altra valenciana, Selica Pérez Carpio.
L'any 1936 triomfava a València i contínuament participava en festivals benèfics. En el periòdic de la CNT, Fragua Social, l'11 de setembre de 1936, es recollia la notícia d'un espectacle en benefici de les milícies, amb la participació de l'eminent tiple Cora Raga, que era el seu nom artístic. Un any després, en benefici de la Creu Roja, va interpretar La Dolorosa en el teatre Apolo de Madrid. Durant 1938 va interpretar un repertori de les millors sarsueles per a l'Ajuda al Combatent, i va participar en un festival pro-campanya d'hivern, al teatre Líric de València.
En la seva carrera va recórrer pràcticament tots els teatres espanyols, arribant amb gran èxit als escenaris dels teatres Apolo, Calderón, Victòria i el teatre de la Zarzuela de Madrid. En la Guerra Civil va actuar amb la Compañía de Arte Lírico Español. El 1940 es va traslladar a Barcelona. Ja no va tornar a cantar, però tocant el piano, va continuar la seva estreta relació amb la música.